# HBC CSKA Moscú
El HBC CSKA Moscú es un club de balonmano femenino ruso situado en Moscú. En la actualidad juega en la Liga de Rusia de balonmano femenino.

## Plantilla 2020-21
|  | Porteras - 1 Chana Masson - 21 Anna Sedoykina - 99 Polina Kaplina Extremos izquierdos - 3 Polina Gorshkova - 19 Yulia Markova - 83 Elena Rabazulkina Extremos derechos - 15 Marina Sudakova - 91 Sara Ristovska Pívots - 36 Kathrine Heindahl - 67 Anastasia Illarionova | Laterales izquierdos - 8 Elena Mikhaylichenko - 9 Olga Gorshenina - 14 Polina Vedekhina - 27 Sabina Jacobsen Centrales - 11 Daria Dmitrieva - 23 Natalia Chigirinova - 33 Yekaterina Ilyina Laterales derechos - 39 Antonina Skorobogatchenko |